# Šambron
Šambron (in ungherese Feketekút, in tedesco Schönbrunn) è un comune della Slovacchia facente parte del distretto di Stará Ľubovňa, nella regione di Prešov.